# Kusi
Kusi is een bestuurslaag in het regentschap Timor Tengah Selatan van de provincie Oost-Nusa Tenggara, Indonesië. Kusi telt 2761 inwoners (volkstelling 2010).